# Tuinroute

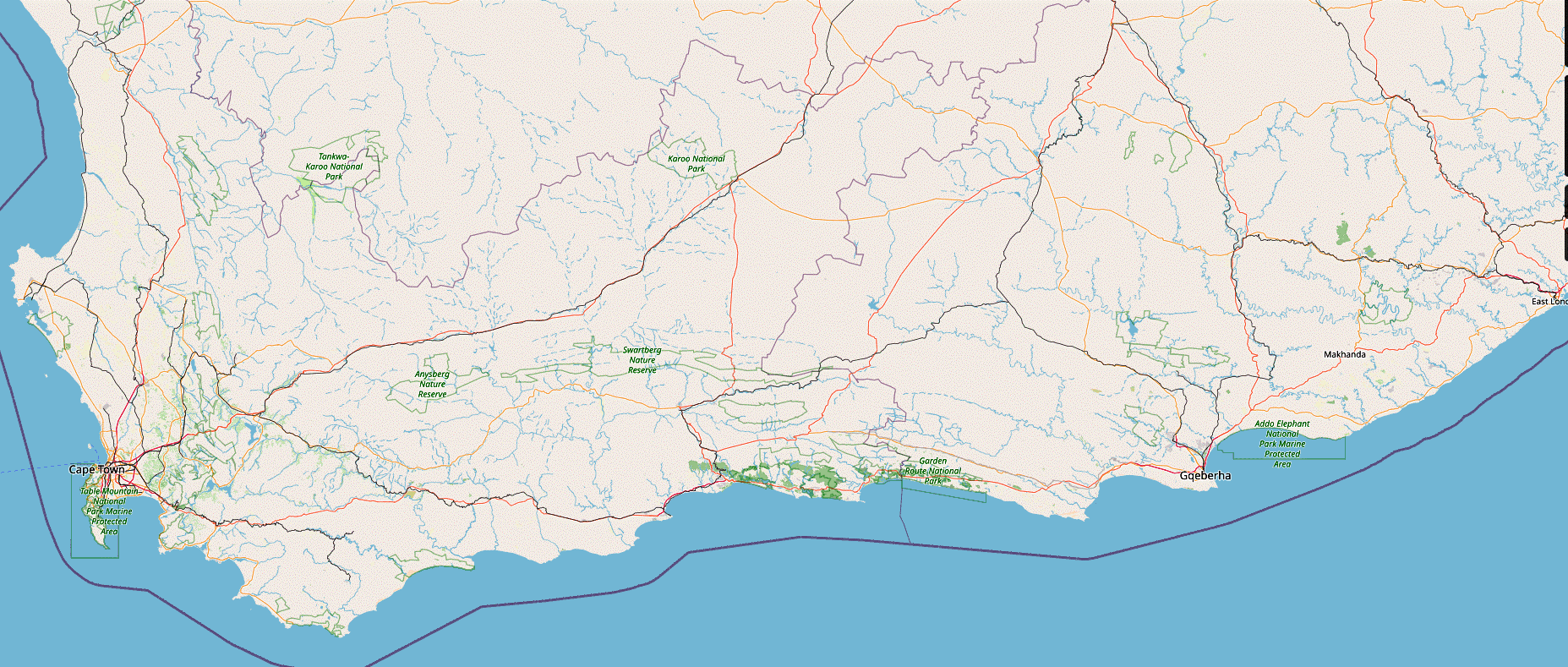
De Tuinroute langs de zuidkust van Zuid-Afrika

De Tuinroute (Afrikaans: Tuinroete, Engels: Garden Route) is een schilderachtige route langs de zuidkust van Zuid-Afrika. Aan de kleurige bloemenzeeën die de kust tussen juli en december versieren, dankt de Tuinroute haar naam en talloze toeristenbezoeken: de Tuinroute is een van de populairste bestemmingen van Zuid-Afrika.
De oorspronkelijke Tuinroute is ongeveer 200 kilometer lang en strekt zich uit van Mosselbaai in de West-Kaap tot aan het Nationaal park Tsitsikamma nabij Port Elizabeth in de Oost-Kaap. Doorgaans wordt echter de gehele N2 tussen Kaapstad en Port Elizabeth tot de Tuinroute gerekend.
Enkele bekende kuststeden aan de Tuinroute zijn Wildernis, Knysna en Plettenbergbaai. Knysna is omgedoopt tot de 'hoofdstad' van de Tuinroute, wegens de bijzondere bossen waar de stad over beschikt. De bossen gaan eeuwen terug in de tijd en zijn daarmee de oudste in heel Zuid-Afrika. Helaas zijn er delen van verwoest na de bosbranden in 2017.
Enkele nationale parken langs de Tuinroute zijn het eerdergenoemde Nationaal park Tsitsikamma, dat zijn populariteit dankt aan de gitzwarte Storms River die er een diepe kloof heeft uitgesneden, en het Nationaal park Wilderness dat het thuis is van veel zeldzame vogelsoorten zoals de knysnatoerako. In beide parken zijn uitkijkpunten aanwezig om dolfijnen en walvissen te spotten in het walvissenseizoen tussen juni en oktober.
Het gebied heeft een mild, gematigd klimaat, met warme zomers en frisse winters.